# ژانین ویسلر
ژانین ویسلر (به آلمانی: Janine Wissler یا Wißler زاده ۲۳ می ۱۹۸۱) یک سیاستمدار آلمانی‌ست که رهبری حزب چپ آلمان را بطور مشترک با سوزانه هنیش-ولسو از ۲۷ فوریه ۲۰۲۱ برعهده دارد. پیش از آن، از سال ۲۰۰۸ وی عضو مجلس ایالتی هسن و رهبری گروه پارلمانی حزب چپ در این مجلس بود. ویسلر از سال ۲۰۱۴ تا ۲۰۲۱ نیز معاون رهبر حزب چپ بود.